# Calathus hispanicus
Calathus hispanicus é uma espécie de insetos coleópteros pertencente à família Carabidae.
A autoridade científica da espécie é Gautier des Cottes, tendo sido descrita no ano de 1866.
Trata-se de uma espécie presente no território português.